# بروار دومينيكي
البَرْوَار دومينيكي طائر من البَرْوار ينتمي إلى فصيلة الشرشوريات. موطنة المناطق الحارة في البرازيل. يألف الغابات والأدغال وضفاف مجاري الماء. نظامه الحياتي جماعي. فَوْجُه يعد من 30 إلى 60 زوجاً. جسمة صغير القد يطول نحو 18 سم. ثوبه العلوي إلى الشهبة السبورية العابقة. ثوبه السفلي إلى البياض الأغبر. رأسه وقزاله وعنقه إلى الحمرة الدموية. زفده أسود. منقاده شديد السمرة. رسغاه إلى السمرة القاتمة. طيرانه خفيف الحركة سريعُهَا معتدل الشوط. قوته الثمار العنبية والبذور والحشرات. يألف حياة الأسر ويعيش ويتكاثر في القفص. يدثن عشه في الأدغال. الأنثى تضع من 4 إلى 5 بيضات تحضنها بمناوبة الذكر نحو 13 يوماً. 

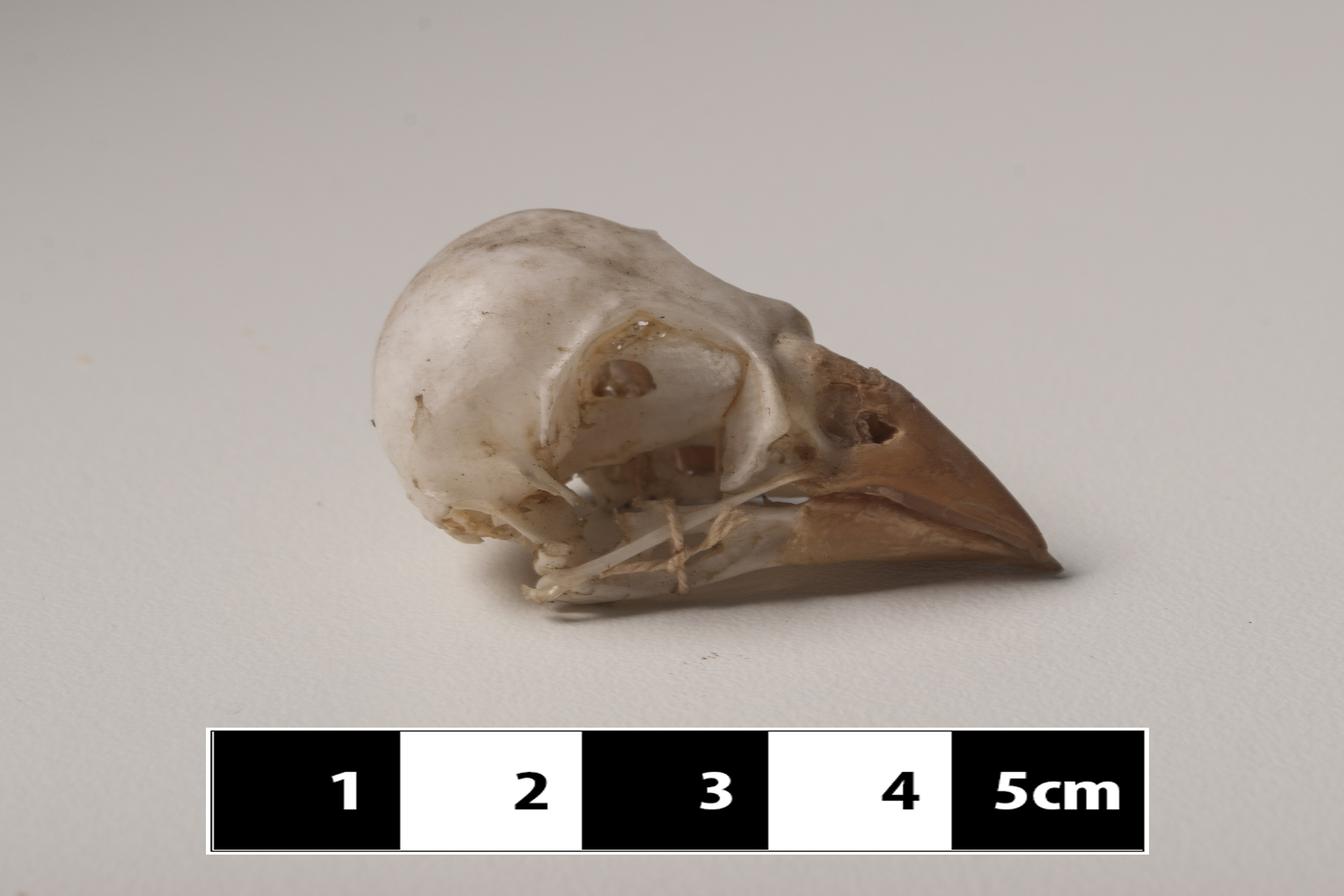
جمجمة البَرْوَار الدومينيكي